# 蒙古军事博物馆

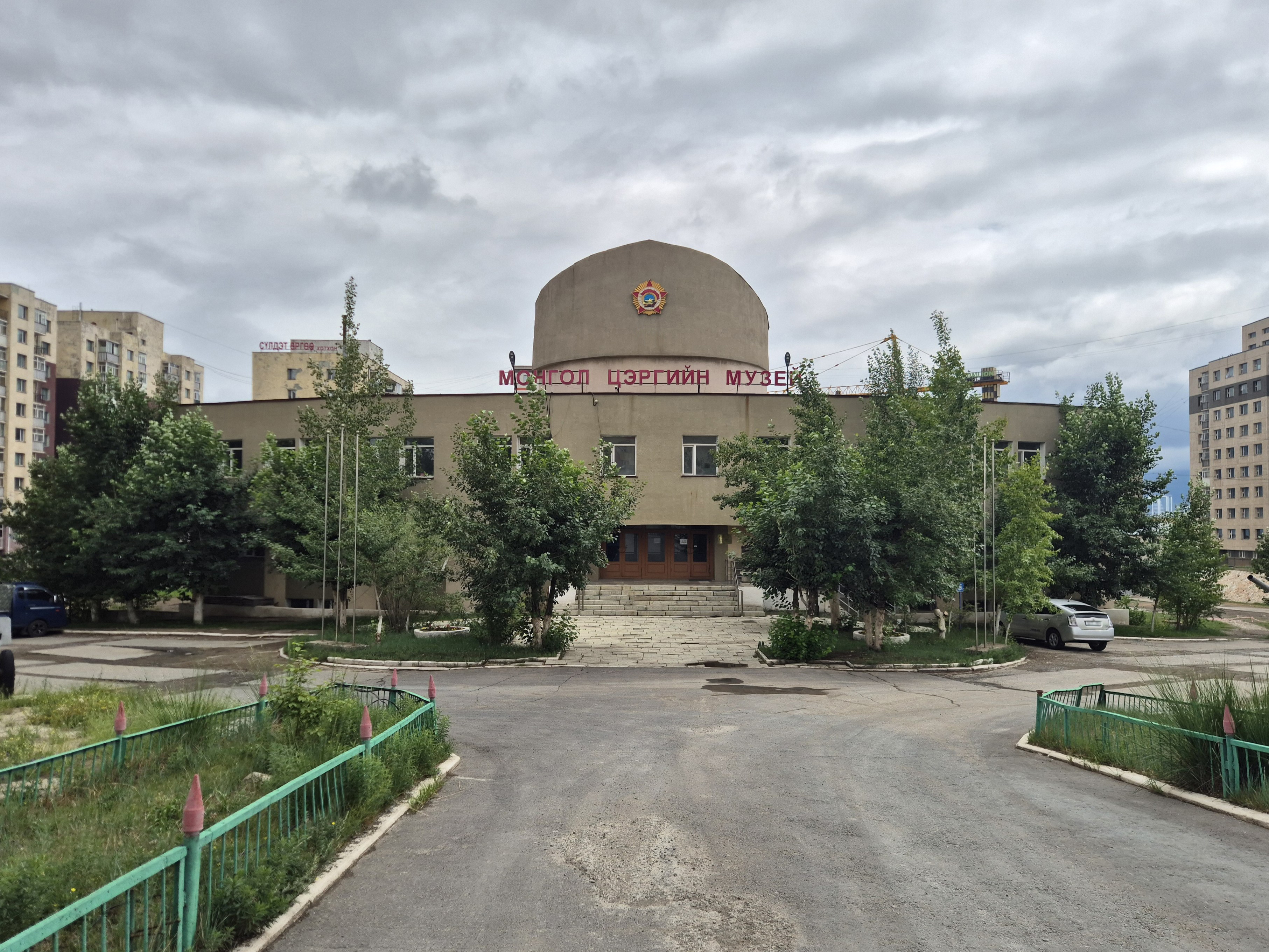
蒙古军事博物馆

蒙古军事博物馆（英語：Mongolian Military Museum）是位于蒙古国乌兰巴托的军事博物馆。

## 简介
该博物馆成立于1996年，隶属于蒙古国国防部。该馆有约8000件藏品，涉及蒙古军事史的各方面。该馆有两个展厅，展出超过3000件展品，涉及从新石器时期到20世纪的军事组织、制度等各个方面。该馆的分馆是朱可夫故居博物馆。